# Johan Lorentz Odhelius
Johan Lorentz Odhelius, född 2 mars 1737 i Strängnäs, död 23 augusti 1816, var en svensk läkare och en av Linnés lärjungar. Han var brorson till Thore och Jonas Odhelius.

## Biografi

### Studier och karriär
Inskriven 1753 som student vid Uppsala universitet, bestämde sig Odhelius för att bli läkare och var en bland de flitigaste åhörarna av Carl von Linnés, Jonas Sidréns med fleras föreläsningar. Sedan han vid slutet av 1757 avlagt de prov som krävdes för medicine doktorsgraden, avgick han 1758 som fälthospitalsmedikus till Pommern. Under kampanjerna följde han detta och det följande året högkvarteret, och var under vintrarna garnisonsläkare i Anklam och Greifswald. 
Promoverad till medicine doktor i Uppsala 1760, utnämndes han 1761 till hovmedikus och var från nämnda år till 1766 intendent vid Djurgårdsbrunn. År 1763 hade han blivit anställd som assessor Johan af Darellis medhjälpare vid sjukvården inom Serafimerlasarettet och intog 1772, när Darelli tog avsked, dennes plats som överläkare för invärtes sjukdomar vid sjukhuset.  
Samma år inkallades han till assessor i Collegium medicum och 1775 fick han i uppdrag att såsom kollegiets deputerade reglera medicinalväsendet vid amiralitetet i Karlskrona. 1775 blev han kallad till ledamot av Vetenskapsakademien. 1813 utnämndes han till ledamot av Sundhetskollegium

### Verksamhet
J L Odhelius utgav åtskilliga vetenskapliga skrifter och gjorde även litterära försök. Han var läkare i ett berömt fall med Sara Stina Schultz som prästen Johan Tybeck menade var besatt av Djävulen. Sedan fallet tagits till Collegium medicum tog sig Odhelius an Schultz och inskrev henne vid Serafimerlasarettet för observation. Till skillnad från Tybeck menade Odhelius att Schultz led av ett sjukligt behov av uppmärksamhet och lathet, samt att hon blivit hysterisk av prästen Tybeck. Sjukdomens orsak härledde han från en "elak upfostran och grofva seder ... med tilltagande passioner". Odhelius hade, rapporterade han till kollegiet, botat hennes anfall med att spruta kallt vatten på henne. Schultz överfördes därför till sinnessjukhuset Danvikens hospital.

## Bilder

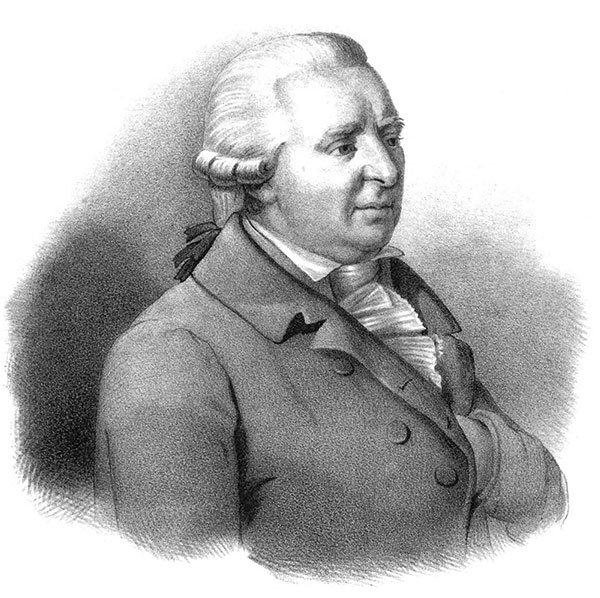
Johan Lorentz Odhelius. Litografi utförd av Otto Wallgren.
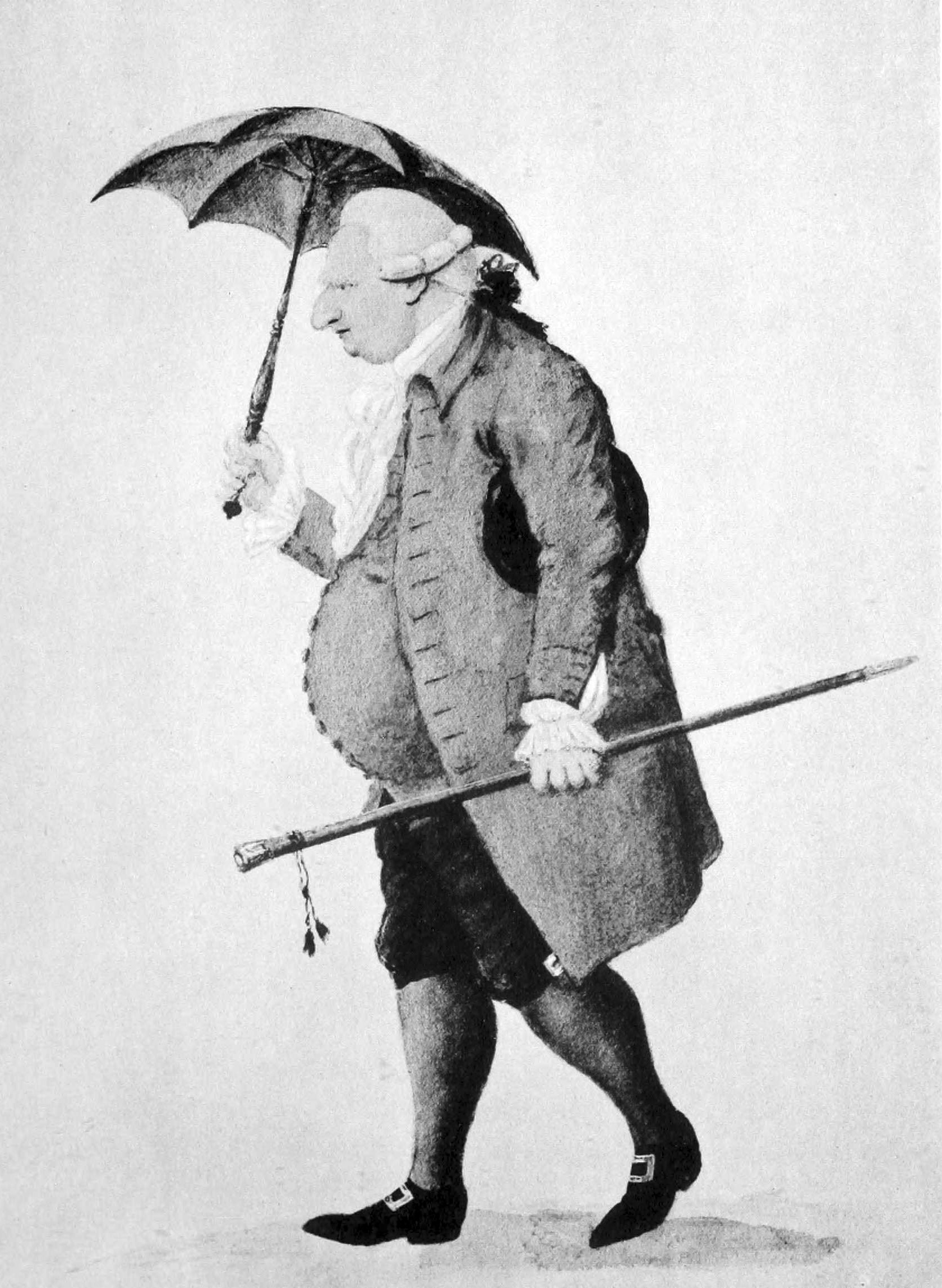
Johan Lorentz Odhelius. Akvarell utförd av Anders Emanuel Müller.

## Familj
Odhelius var son till rådmannen och handlanden i Strängnäs Samuel Odhelius och Maria Elisabeth Helin, samt släkt med den berömde teologiprofessorn Erik Odhelius.
Gift första gången 1763 med Maria Elisabeth Bjurman och andra gången 1773 med Brita Kristina Wåhlin. 
J L Odhelius farfars systerson, kyrkoherden i Odh Anders Winge (som efterträdde Johan af Darellis far kyrkoherden Andreas Darelius (1680–1735), var gift med af Darellis syster Tollia Darelius. Johan af Darelli var således svåger till Johan Lorentz Odhelius kusin.   
J L Odhelius farbror Thore Odhelius (1705–1777) var kyrkoherde i Flo i Skaraborg, Västergötland, och arbetade därmed i parallellt pastorat med Anders Winge och Andreas Darelius.